# Dušan Navrátil
Dušan Navrátil (* 2. července 1955 Brno) je bývalý politik, v letech 1996 až 1998 poslanec Poslanecké sněmovny PČR za ODA a později za ODS, v letech 2006 až 2017 ředitel Národního bezpečnostního úřadu (NBÚ). Pod hlavičkou NBÚ prosadil vznik Národního centra kybernetické bezpečnosti (NCKB). V letech 2017 až 2019 byl ředitelem Národního úřadu pro kybernetickou a informační bezpečnost (NÚKIB).

## Biografie
V letech 1970–1974 vystudoval gymnázium v Brně a pak v letech 1974–1979 Vysoké učení technické v Brně (stavební fakulta). Po roce 1980 pracoval jako výzkumný pracovník v Projektovém a vývojovém ústavu cihlářské výroby a keramické prefabrikace. Od roku 1991 byl aktivní v politice a stal se členem ODA. V období let 1992–1993 pracoval na vedoucí pozici ve Správě veřejného majetku města Brna, od roku 1993 byl podnikatelem. V roce 1993 se uvádí jako člen ústředního sněmu a předseda jihomoravského oblastního výboru Občanské demokratické aliance.
Ve volbách v roce 1996 byl zvolen do poslanecké sněmovny za ODA (volební obvod Jihomoravský kraj). Ve sněmovně setrval do voleb v roce 1998. Zasedal ve sněmovním výboru pro sociální politiku a zdravotnictví a ve výboru pro obranu a bezpečnost. Do dubna 1998 byl členem (od ledna 1998 i místopředsedou) poslaneckého klubu ODA, pak vstoupil do poslaneckého klubu ODS. Důvodem k odchodu z ODA byly vnitřní rozpory ve straně. Už v dubnu 1997, když Ivan Mašek kritizoval nové složení vedoucích orgánů ODA, označil Dušan Navrátil Maškovy výroky za poškozující stranu. Navrátil v rámci ODA reprezentoval takzvané pragmatické křídlo, zatímco Mašek Pravou frakci ODA, která požadovala návrat ke konzervativním postulátům aliance. V březnu 1998 vystoupil z ODA. Následně se v dubnu 1998 stal členem ODS, kterým byl zhruba čtyři měsíce. Od září 1998 je bezpartijní.
V letech 1998–1999 byl náměstkem ředitele pro ekonomiku v Národním bezpečnostním úřadu.
V říjnu 1999 se stal asistentem, následně náměstkem ředitele Bezpečnostní informační služby.
Od 28. září 2006 do 31. ledna 2017 byl ředitelem Národního bezpečnostního úřadu. Doposud je nejdéle sloužícím ředitelem NBÚ v éře České republiky. Za jeho působení byl Národní bezpečnostní úřad stabilizován a bylo eliminováno předchozí dlouhodobé podezření na manipulace s prověrkami.
V průběhu let 2011 až 2015 se zasadil o systematické řešení kybernetické bezpečnosti ve státní sféře. Dne 19. října 2011 vláda České republiky přijala usnesení č. 781 o ustavení Národního bezpečnostního úřadu gestorem problematiky kybernetické bezpečnosti a zároveň národní autoritou pro tuto oblast. Na základě přijatého usnesení vzniklo v letech 2011 až 2014 Národní centrum kybernetické bezpečnosti (NCKB), jako organizační součást Národního bezpečnostního úřadu. V srpnu 2014 byl ve Sbírce zákonů publikován zákon č. 181/2014 Sb. o kybernetické bezpečnosti a o změně souvisejících zákonů (zákon o kybernetické bezpečnosti), jehož předkladatelem byl NBÚ.
Od 1. února 2017 do 31. července 2017 byl vládním zmocněncem pro kybernetickou bezpečnost. Pod jeho vedením v roli vládního zmocněnce vznikl k 1. 8. 2017 Národní úřad pro kybernetickou a informační bezpečnost (NÚKIB). Dne 1. srpna 2017 byl jmenován ředitelem NÚKIB. V prosinci 2019 jej však druhá vláda Andreje Babiše z funkce odvolala. Premiér Andrej Babiš to zdůvodnil Navrátilovou nízkou odborností a nedostatečnými manažerskými a komunikačními schopnostmi. Dušan Navrátil tyto argumenty odmítl s tím, že podle odborníků z oboru bezpečnosti udělal v této oblasti za více než dvacet let svého působení pro Českou republiku velký kus práce. V době, kdy byl po dvou a půl letech budování nového úřadu odvolán, byl NÚKIB doma i v zahraničí velmi respektovanou institucí.